# Janina Storożyńska
Janina Storożyńska z d. Ciężarek ps. Jana (ur. 3 stycznia 1920, zm. 29 maja 2016 w Warszawie) – polska harcerka, uczestniczka powstania warszawskiego.

## Życiorys
W 1933 roku wstąpiła do harcerstwa. Podczas obrony Warszawy we wrześniu 1939 roku pełniła funkcje pomocnicze przy zaopatrywaniu szpitali w żywność. Następnie, w latach okupacji hitlerowskiej była łączniczką oraz instruktorką łączniczek polskiego ruchu oporu. Podczas powstania warszawskiego jako członkini Zgrupowania „Chrobry II” pełniła służbę w powstańczych szpitalach i punktach opatrunkowych (m.in. na ul. Poznańskiej 11). Po upadku powstania została aresztowana i trafiła od pruszkowskiego Dulagu 121, skąd udało jej się zbiec w grudniu 1944 roku.

Jeszcze przed wybuchem powstania, w kwietniu 1945 roku wyszła za Zbigniewa Storożyńskiego (1921-2013) ps. "Fernando", żołnierza Armii Krajowej. Za swe zasługi została odznaczona Krzyżem Kawalerskim Orderu Odrodzenia Polski, Krzyżem Armii Krajowej, Medalem za Warszawę 1939-1945 oraz Krzyżem „Za Zasługi dla ZHP” z Rozetą z Mieczami.
Pochowana na Cmentarzu Wojskowym na Powązkach (kw. A, rząd 8, grób 3).